# Kenorland

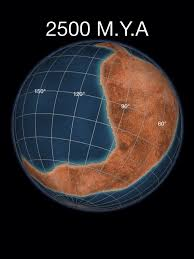
Una reconstrucción de cómo pudo haber sido Kenorland.

Kenorland fue uno de los supercontinentes más tempranos sobre la Tierra. Se formó a finales del eón arcaico, hace unos 2720 millones de años por el acrecentamiento de los cratones neoarcaicos y la formación de una nueva corteza continental, fragmentándose hace unos 2480 millones de años, a principios del eón proterozoico.
Kenorland abarcaba lo que luego se convertiría en Laurentia (el corazón de las actuales Norteamérica y Groenlandia), Báltica (los actuales Escandinavia y países bálticos), Australia occidental y el Kalahari. Enjambres de zanjas volcánicas y su orientación paleomagnética así como la existencia de similares secuencias estatigráficas permiten su reconstrucción. El corazón de Kenorland, el Escudo báltico/Fenoscandio, traza su origen hace más de 3100 millones de años. 
El cratón Yilgarn (la actual Australia occidental) contiene cristales de zircón en su corteza que datan de hace 4.400 millones de años.

## Formación
Kenorland se formó hace unos 2720 millones de años (2,72 Ga) como resultado de una serie de eventos de acreción y la formación de una nueva corteza continental. 
Los eventos de acreción se registran en los cinturones de piedra verde del cratón Yilgarn como cinturones de basalto metamorfoseados y cúpulas graníticas acumuladas alrededor del núcleo metamórfico de alto grado del Western Gneiss Terrane, que incluye elementos de hasta 3,2 Ga de edad y algunas porciones más antiguas, por ejemplo, el Narryer Gneiss Terrane.

## Ruptura
Los estudios paleomagnéticos muestran que Kenorland se encontraba en latitudes generalmente bajas hasta que la ruptura de la pluma de magma tectónica comenzó a ocurrir entre 2,48 Ga y 2,45 Ga. A las 2,45 Ga, el Escudo báltico estaba sobre el ecuador y se unía a Laurentia (el Escudo Canadiense) y tanto a la península de Kola como a los cratones de Karelia. La prolongada ruptura de Kenorland durante la Era Neoarcaica tardía y la Era Paleoproterozoica temprana 2,48 a 2,10 Gya, durante el período Sidérico, se manifiesta por diques máficos, cuencas sedimentarias y márgenes de rift en muchos continentes. En la Tierra primitiva, este tipo de ruptura bimodal de la pluma del manto profundo era común en la formación de la corteza.
Muchos geólogos piensan que el período de tiempo geológico que rodea la desintegración de Kenorland es el comienzo del punto de transición del método de formación de los continentes desde el manto profundo entre el eón hádico y el eón arcaico temprano (antes de la formación final del núcleo interno de la Tierra) a la teoría de convección tectónica de placas de dos capas núcleo-manto posterior. Sin embargo, los hallazgos de un continente anterior, Ur, y un supercontinente de alrededor de 3,1 Ga, Vaalbará, indican que este período de transición pudo haber ocurrido mucho antes.
Los cratones de Kola y Karelia comenzaron a separarse alrededor de 2,45 Ga, y a 2,4 Ga el cratón de Kola estaba a unos 30 grados de latitud sur y el cratón de Karelia a unos 15 grados de latitud sur. La evidencia paleomagnética muestra que en 2,45 Ga el cratón de Yilgarn (ahora la mayor parte de Australia Occidental) no estaba conectado a Fennoscandia-Laurentia y estaba en aproximadamente ~ 5 grados de latitud sur. 
Esto implica que en 2,45 Ga ya no había un supercontinente y en 2,515 Ga existía un océano entre los cratones de Kola y Karelia. Además, hay especulaciones basadas en los arreglos espaciales del margen de la grieta de Laurentia que, en algún momento durante la ruptura, los cratones Slave y Superior no eran parte del supercontinente Kenorland, pero, para entonces, pueden haber sido dos masas de tierra neoarcaicas diferentes (supercratones) en los extremos opuestos de un Kenorland muy grande. Esto se basa en cómo los ensamblajes a la deriva de varias piezas constituyentes deberían fluir razonablemente juntos hacia la fusión del nuevo continente subsiguiente. Los cratones Slave y Superior ahora constituyen las porciones noroeste y sureste del Escudo Canadiense, respectivamente. La fragmentación total de Kenorland coincidió con la glaciación huroniana, que persistió hasta por 60 millones de años. Las formaciones de hierro en bandas (BIF) muestran su mayor extensión en este período, lo que indica un aumento masivo en la acumulación de oxígeno de un 0,1% estimado de la atmósfera al 1%. El aumento de los niveles de oxígeno provocó la virtual desaparición del gas de efecto invernadero metano (oxidado en dióxido de carbono y agua).
La ruptura simultánea de Kenorland generalmente aumentó las precipitaciones continentales en todas partes, aumentando así la erosión y reduciendo aún más el otro gas de efecto invernadero, el dióxido de carbono. Con la reducción de los gases de efecto invernadero, y con la producción solar de menos del 85% de su potencia actual, esto llevó a un posible escenario desbocado de la denominada "Tierra bola de nieve", donde las temperaturas promedio en todo el planeta se desplomaron por debajo del punto de congelación. A pesar de la anoxia indicada por el BIF, la fotosíntesis continuó, estabilizando los climas a nuevos niveles durante la segunda parte del eón proterozoico.
| Predecesor: Ur | Ciclo supercontinental Arcaico / Proterozoico (Neoarcaico - Sidérico) | Sucesor: Columbia |